# Chirocephalus orghidani
Chirocephalus orghidani är en kräftdjursart som beskrevs av Brtek 1966. Chirocephalus orghidani ingår i släktet Chirocephalus och familjen Chirocephalidae. Inga underarter finns listade i Catalogue of Life.